# Кім Чон Кі
Кім Чон Кі (кор. 김정기, ханджа :金政基, англ. Kim Jung Gi; 7 лютого 1975 — 3 жовтня 2022) — ілюстратор з Південної Кореї, карикатурист і художник манхва. Він був відомий своїми великими, дуже деталізованими ілюстраціями, художнім стилем туші та пензля та вмінням малювати по пам'яті. Кім міг завершувати свої малюнки повністю зі своєї уяви, без використання ескізів, візуальних посилань чи інших підготовчих засобів, і часто використовував екзотичні форми перспективи, такі як криволінійна перспектива.

## Біографія
Кім Чон Кі народився в 1975 році в Кояне. передмісті Сеула. З 19 років він здобував освіту візуальних мистецтв в Університеті Донг-Еуі, розташованому в Пусані. Кім також служив в армії Республіки Корея; в деяких інтерв'ю він стверджував, що час, проведений в армії, дозволив йому розвинути сильну візуальну пам'ять про широкий спектр зброї, транспортних засобів і армійських ситуацій, які він міг передати у своїх ілюстраціях.
Його першою роботою, опублікованою в японському журналі коміксів Young Jump була Funny Funny. Після цього він почав викладати мистецтво в університетах та приватних школах. Кім працював у мистецькій студії SuperAni і викладав у художній школі AniChanga, яку він заснував разом з Кім Хюн Джином. Також він викладав у Kazone Art Academy, приватній середній художній школі в Лос-Анджелесі, і надавав відеоконтент для неї.
Кім часто співпрацював з іншими письменниками та ілюстраторами. Його перша співпраця була з письменницею Син-Джін Парк, для якої він проілюстрував « Тигра з довгим хвостом ». Кім також неодноразово співпрацював із бельгійським художником коміксів Жаном-Давидом Морваном: у 2014 році він надав ілюстрації для коміксів SpyGames, а у 2016 році зробив те саме для McCurry, NYC, 9/11. Окрім цієї співпраці, Кім також надав ілюстрації для багатьох інших ресурсів, зокрема варіанти обкладинок для Другої громадянської війни та ілюстрації до 10-ї річниці League of Legends. У 2017 році Кім опублікував Колекцію ілюстрацій Кацуї Теради та Кім Чон Кі, яка є співпрацею з одним із його улюблених художників. Він також стверджував, що працював над проектом з Кацухіро Отомо.
Кім помер в Парижі від серцевого нападу 3 жовтня 2022 року.

## Техніка

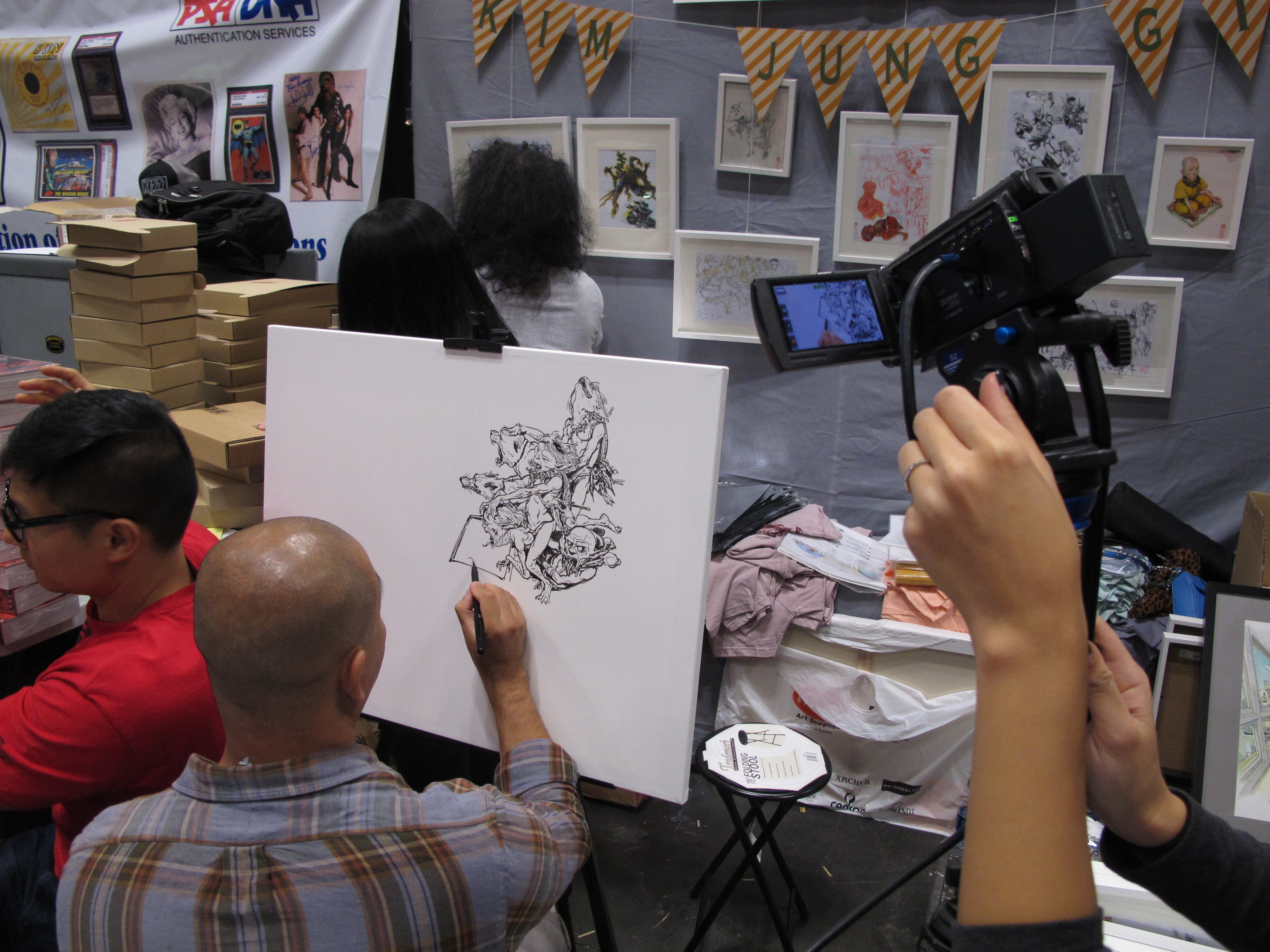
Кім під час створення малюнка.

Для малювання Кім використовував полотна різного розміру, але він був особливо відомий своїми великими малюнками. Свої малюнки він малював без використання ескізів чи іншої підготовки, імпровізуючи прямо на папері. З 2014 року Кім брав участь у спеціальних заходах, в яких публічно демонстрував процес свого малювання на великому білому полотні. У 2020 році він зробив спробу встановити рекорд Гіннесса за «Найдовший малюнок, зроблений людиною».
В більшості випадків Кім малював чорнилом і використовував різноманітні ручки та пензлі різних виробників.

### Видання з ілюстраціями Кіма
- Рай (Paradise), 2010 Бернар Вербер (корейське видання)[джерело?]
- Третє людство (Third Humanity), 2013 Бернар Вербер (корейське видання)[джерело?]
- Kiliwatch, 2016 Ерік Херенгель, опублікована Caurette (обкладинка)[23]
- Civil War II, 2016, опублікована Marvel Comics (варіанти обкладинок)[20]
- #hardcover, 2019, опублікована Caurette[24]
- #hardcover2, 2021, опублікована Caurette[джерело?]
- Fire Power, 2022, by Kirkman and Samnee, опублікована Image Comics (обкладинки для 6 видань)[25]
- #hardcover3, 2022, опублікована Caurette[джерело?]